# Josef Ribitsch
Josef Ribitsch, geboren als Jožef Ribič (* 5. April 1908 in Ferlach; † 23. Dezember 1944 in Graz) war ein österreichischer Widerstandskämpfer und Partisan.

## Leben
Ribič war der Sohn des Werksarbeiters Ignac Ribič und seiner Frau Elisabeth geborene Markel und das jüngste von acht Geschwistern. Nach einer Lehre arbeitete er als Tischler und benannte sich 1936 in Ribitsch um. Im Sommer 1940 wurde er zur Flak nach Wien eingezogen, bald darauf aber wieder aus gesundheitlichen Gründen entlassen. Seit dem Frühjahr 1944 war Ribitsch als Briefkurier für den bewaffneten Widerstand in Kärnten tätig. Im April 1944 wurde er erneut einer Flak-Abteilung in Jesenice zugeteilt. Nachdem die Gestapo seine Widerstandsaktivitäten aufgedeckt hatte, wurde er im Juni 1944 in Wien festgenommen. Während des Transports nach Klagenfurt konnte er fliehen, schloss sich den slowenischen Partisanen der Osvobodilna Fronta (OF, Befreiungsfront) an und wurde dort für den Aufbau von Partisanengruppen ausgebildet.
Im September 1944 kehrte er zusammen mit Erich Ranacher in die Gegend um Villach zurück und baute dort zusammen mit Heinrich Brunner und den geflohenen sowjetischen Zwangsarbeitern Michael Kassulin, Wasil Gollobin und Juan Sirokin die Treffner Partisanengruppe auf. Diese wohnte in selbstgebauten Waldbunkern, wurde von den Nationalsozialisten als „Treffner Bande“ bezeichnet und operierte vor allem im Drautal bei Puch und Weißenstein und im Gegendtal in Oberkärnten. Sie wurden dabei von der Villacher Widerstandsgruppe um Maria Peskoller, Rosa Eberhard, Margarete Jessernigg, Valentin Clementin, Milan Jelič und Maria Jennes mit Lebensmitteln und Medikamenten versorgt und konnten in deren Wohnungen unterkommen.
Im November 1944 konnte die Gestapo fast alle Mitglieder der Partisanengruppe festnehmen. Ribitsch versuchte zusammen mit Heinrich Brunner und Erich Ranacher nach Lienz zu fliehen. Das Trio wurde am 14. November 1944 durch Denunziation eines Bauern in Steinfeld verhaftet und in das Landesgerichtsgefängnis in Klagenfurt eingeliefert. Am 17. und 18. November 1944 wurden den Treffner Partisanen und der Villacher Widerstandsgruppe vom Volksgerichtshof in Klagenfurt unter dem Vorsitzenden Roland Freisler der Prozess gemacht und acht Angeklagte am 21. Dezember 1944 wegen „Vorbereitung zum Hochverrat“ zum Tod verurteilt. In der Urteilsbegründung werden sie als „Handlanger unserer Kriegsfeinde“ bezeichnet.
Am Tag seiner Hinrichtung schrieb Ribitsch in seinem Abschiedsbrief an seine Mutter:
„Liebe Mutter, Teilhe dir mit das mein Urteil heute vollstregt wird, es wird wohl bitter für dich sein das du deine jüngsten Sohn als ersten verloren hast, und grüße auch alle meine Geschwister und Verwante, wie geht es dir, hoffe das du noch gesunt bistso wie alle anderen. Nochmals die besten Grüße von deinem Sohn Peppej.“
Josef Ribitsch wurde am 23. Dezember 1944 im Landesgericht Graz hingerichtet und in einem anonymen Grab auf dem Grazer Zentralfriedhof beerdigt.

## Gedenken
2012 wurde ein Erinnerungszeichen für 39 NS-Opfer aus dem Oberen Drautal in der Nähe des Bahnhofs Greifenburg eingeweiht, darunter auch der Name von Josef Ribitsch.
2013 wurde vor dem Landesgericht Kärnten in Klagenfurt ein Denkmal aus einem 2,30 Meter hohen Serpentinstein errichtet, der ein Fallbeil darstellen soll, darunter auch der Name von Josef Ribitsch.
Am 1. November 2014 wurde im ehemaligen Hinrichtungsraum der Justizanstalt Graz die ursprünglichen Tafel mit fehlerhaften Inschriften gegen eine neue, um zahlreiche Personen erweiterte Tafel ausgetauscht. Auf der neuen Tafel befindet sich der Name von Josef Ribič.